# Zlikavci
Zlikavci je hrvatska satirička animirana serija koja se prikazivala u razdoblju 2004. – 2006. Mnogi ju smatraju hrvatskom inačicom South Parka. Adaptacija je istoimenog radijskog talk showa iz Radija 101 kojega je stvorila komičarska skupina Zločesta djeca. Sastoji se od oko 40 epizoda podijeljenih u 2 sezone. Prva sezona je bila prikazivana od 26. kolovoza – 24. prosinca 2004., dok je druga bila prikazivana od 7. listopada 2005. – 26. svibnja 2006. Bila je prikazivana petkom na HTV-u 2 u terminu od 22:05 ili 22:10.

## Glazba
Pjesma "Damage Inc." američkog trash metal sastava Metallica korištena je kao glazba uvodne i završne špice. U nekim epizodama se pojavljuju glazbena gostovanja, a jedan takav primjer je Edo Maajka koji je otpjevao šaljivu pjesmu posvećenu Jadranki Kosor.

## Radnja
Radnja serije smještena je u učionici, kolibi i vanjskom prostoru (šuma, livada, grad, ...). Radnja se najviše vrti oko razgovora između patera Božića i trojice dječaka o aktualnim događajima i pojavama.

## Likovi
- Pater Vjeran Božić (Siniša Švec) – nastavnik religijske kulture glasa pape Ivana Pavla II. i stasa kardinala Franje Kuharića, često nosi tijesnu crnu majicu s likom Majke Božje i križ na pojasu; u raznim epizodama odijeva se kao vrag, rabin, egzibicionist i dr.
- Joža Matek (Krešimir Končevski) – debeli dječak s crvenom majicom prikazan je kao metalac.
- Fabijan Frank (Goran Pirš) – dječak s plavom majicom koji na glavi ima 3 čuperka i propeler koji se vrti samo kada razgovara s ostalim likovima.
- Kulen 'd Braco (Mario Vulinović) – dječak sa zelenom majicom i kapom s natpisom YM, prikazan je kao reper.

U 2. sezoni, likovi su dobili znatno drukčiji izgled, kao i mjesta radnje nakon promjene animatorske kuće.

## Kritike
Mišljenja gledatelja su bila podijeljena. Neki su gledatelji animiranu seriju hvalili zbog satire i humora u stilu Zločeste djece, dok su je neki gledatelji kritizirali zbog toga što, osim glasova, manjih pokreta i ponekih specijalnih efekata, ne sadrži nikakve ostale radnje te zbog navodnog kopiranja southparkovskog vizualnog stila.
"Zlikavci" su žestoko kritizirani od strane kršćanskih udruga mladih i Udruge "Radio Marija" koje su, predvođene paterom Stjepanom Fridlom, tražile zabranu serije zbog vrijeđanja vjerskih osjećaja. Ivica Relković je, uz inicijativu o peticiji za ukidanje animirane serije, objavio i knjigu Jesu li katolici zlikavci?. Zbog cenzure se u drugoj sezoni nije pojavljivao lik patera Božića.
Prikazivanje animirane serije je sredinom 2006. u potpunosti prekinuto odlukom Vijeća HRT-a o prekidu suradnje s producentima. Razlog je bio neukusan i loš humor izražavan u drugoj sezoni; po mišljenju Vijeća HRT-a, prva sezona je bila puno bolja od druge.